# Wolf Bickel
| 12564 Ikeller | 22 settembre 1998 |

Wolf Bickel (1942) è un astronomo amatoriale tedesco.
Il Minor Planet Center gli accredita la scoperta di 624 asteroidi, effettuate tra il 1995 e il 2014.
Gli è stato dedicato l'asteroide 4324 Bickel.